# إوز أبيض الرأس

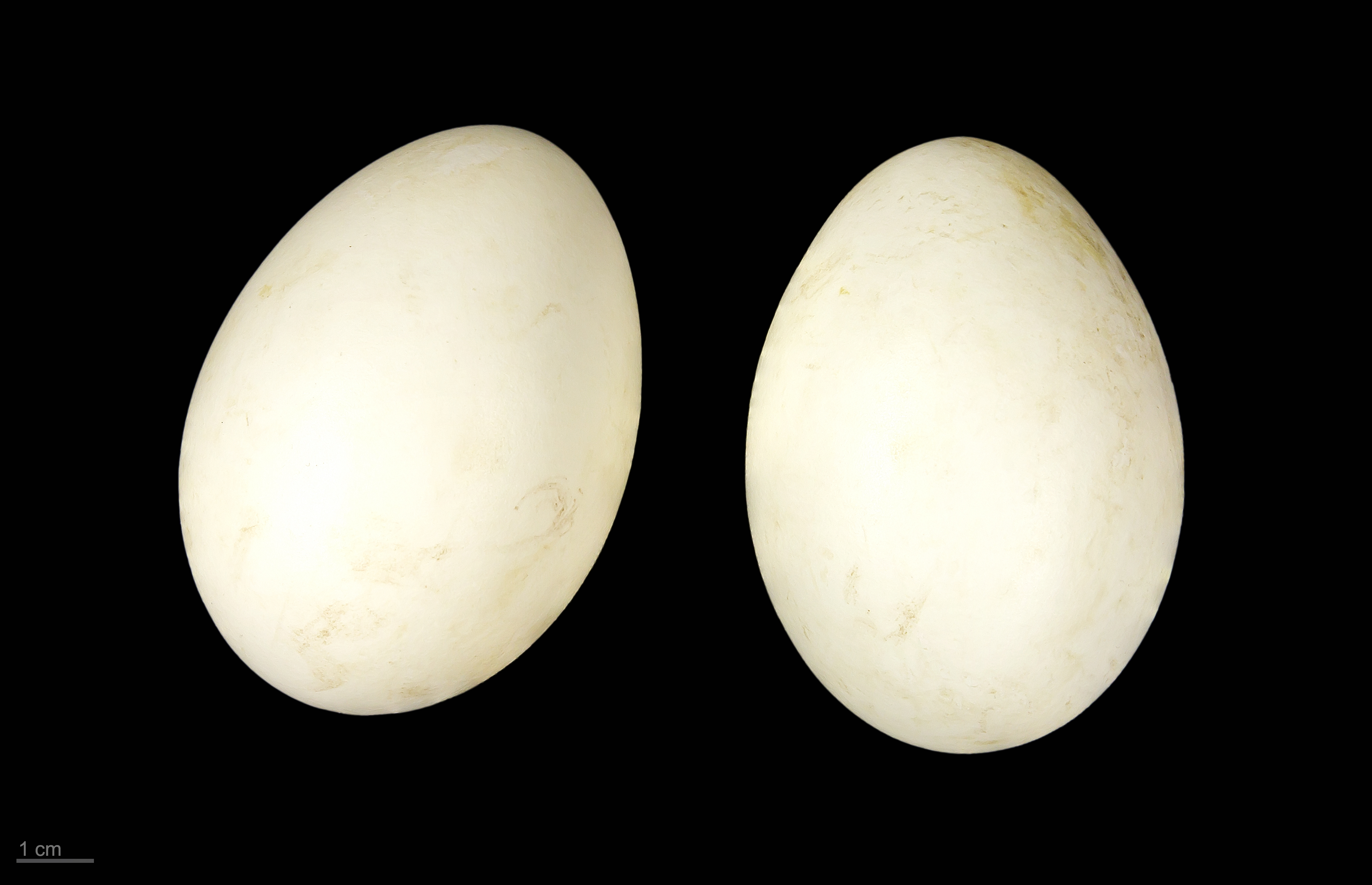
Branta leucopsis

إوز أبيض الرأس (الاسم العلمي: Branta  leucopsis) (بالإنجليزية: Barnacle  Goose)‏ هو طائر ينتمي إلى إوزيات (فصيلة: Anatidae).